# Cheney Stadium
Le Cheney Stadium est un stade de baseball situé à Tacoma dans l'État de Washington.
À partir de 1960, ce fut le domicile d'une équipe de la Ligue de la côte du Pacifique dont les Tacoma Rainiers depuis 1995. Le Cheney Stadium a une capacité de 6 500 places.

## Histoire
Le projet de bâtir un grand stade de baseball dans la région de Tacoma s'est développé en 1957 lorsque des hommes d'affaires locaux, Ben Cheney et Clay Huntington, ont commencé à travailler pour attirer une équipe de la Ligue de la côte du Pacifique dans la ville. À l'automne 1959, les Giants de San Francisco ont rencontré les responsables de la ville de Tacoma pour discuter du déplacement de leur équipe mineure de Phoenix à Tacoma. Les Giants donnent leur accord pour le transfert, à condition qu'un stade soit construit. Le Conseil municipal a voté 8-1 en faveur de la construction d'un nouveau terrain dans la région (par opposition à la rénovation de l'existant stade de la Western International League).

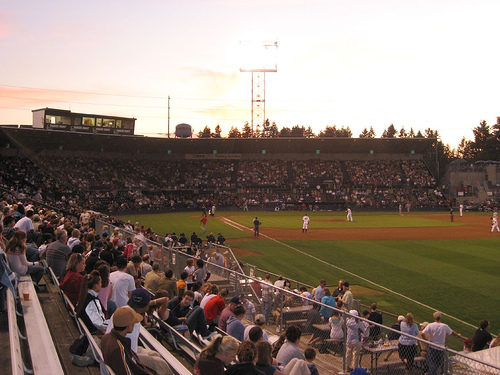
Le Cheney Stadium au coucher de soleil, lors d'un match Tacoma Rainiers - Portland Beavers.

## Événements
Le stade est hôte du match des étoiles des ligues AAA de baseball le 12 juillet 2017 devant 7 024 spectateurs.

## Dimensions
- Left field (Champ gauche): 325 pieds (99,1 mètres)
- Center field (Champ central): 425 pieds (129,5 mètres)
- Right field (Champ droit): 325 pieds (99,1 mètres)

## Football
Le stade peut accueillir des matchs de football (soccer) ; la transformation ne nécessite qu'une journée. En 2018, l'équipe réserve des Seattle Sounders y joue. L'équipe féminine OL Reign y dispute ses matchs depuis 2019.